# Імеретини
Імерети́ни (груз. იმერლები) — етнографічна група грузинів, населення області Імеретія в західній частині Грузії. Антропологічно для імеретинів властиво мати світле волосся, світло-карі, блакитні, часом і з бірюзовим відтінком, очі, в рисах обличчя спостерігається сильний передньоазійський вплив; мова швидка, темпераментна.